# 山陽電気鉄道の旧型電車
山陽電気鉄道の旧型電車（さんようでんきてつどうのきゅうがたでんしゃ）では山陽電気鉄道の旧型電車とその発達過程について記述する。

## 合併両社の規格差
山陽電気鉄道は、もともと旧・兵庫電気軌道（兵電）に由来する兵庫駅 - 明石駅（鉄道省明石駅とは別の場所）間の軌道と、その系列会社であった旧・神戸姫路電気鉄道（神姫電鉄）に由来する明石駅前駅（現在の山陽明石駅） - 姫路駅前駅（現在の山陽姫路駅）間の鉄道を母体としている。
旧兵庫電軌区間は軌道法による特許線で実際に併用軌道を主体として建設され、直流600V電化で急曲線が多く、架線も直接吊架式で架線柱は木製、かつ併用軌道区間に埋設された水道・ガス管の電蝕防止のため複式架線方式を採用するなど低規格であった。風致地区である須磨周辺の住民の反対なども影響し、一説には松の木を避けて線形が決定された区間があるという。
一方の神姫電鉄区間は、技師長の渡米視察の成果を受けて、当初より本格的な都市間高速電気鉄道として建設された直線主体の良好な線形を備える路線であった。しかも、電化設備については効率のいい架線電圧1,500Vの直流電化とし、架線はシンプルカテナリーを当初より採用、架線を支える架線柱も鉄塔を基本とするなど、当時のアメリカのインターアーバンの最新トレンドを導入しており、中でも特に直流1,500V電化は1923年に電化された大阪鉄道（現・近鉄南大阪線他の前身）に次いで日本国内で2番目、新規開業路線では日本初という意欲的措置であった。
もっとも、それ故に開業時に準備された1形電車については、電装品がほぼ全てゼネラル・エレクトリック（GE）社製、台車はボールドウィン（BW）社製、ブレーキもGE社製、と当時のアメリカのインタアーバン向けとしてはほぼ最新鋭の高級品が輸入（変電所設備も全て輸入品であった）されており、車両各部の国産化が進んだこの時代には珍しく、川崎造船所が手がけた車体以外はことごとくアメリカ製であった。また、集電装置についても1,500V電化で先行した大阪鉄道がパンタグラフ集電を選択していたにもかかわらず、元々高速運転を前提に計画され、線形が直線主体でかなり良くトロリーポールが離線する心配がなかったためもあってか、GE社製トロリーポールが搭載されており、この結果神姫電鉄線は日本国内では史上唯一の「ポール集電による直流1,500V電化路線」となった。
このような両社線の極端な規格差異は、合併後も後々まで尾を引いた。このため直通運転開始に当たっては、旧兵電規格の小さな車両限界に適合する小型車体で、600V - 1,500V複電圧切り替え機能を搭載した専用車（51形・初代76形）を製造する必要に迫られた。
なお、開業時に15両揃えられた神姫1形は全車が51形の第一陣にその主要機器を提供して廃車されたが、旧車体のうち、9両分は当時宇治川電気傘下にあった近江鉄道の電化に際して譲渡され、主要機器を新造の上で同社モハ1 - 9として再起し、残る6両分も1942年に2.74mあった車体幅を唐竹割りにして2.4mに寸法を詰めた上で再度組み立てられ、手持ちの機器・台車などを組み合わせて2代目76形として再就役しており、一まとまりの車両としては寿命が約4年と非常に短命であったが、各構成機器や車体そのものは姿を変えつつ全て無駄なく活用されている。
明石を境にあまりに異なる両区間の規格統一作業は戦前から地道に進められていたが、大戦後に予想外の事態によって一気に実現されることとなった。1947年になって、戦中の明石工場焼失等による稼働車数激減への緊急対策として、運輸省からモハ63形の割り当て供給が認められ、この20m級超大型車が800形というモハ63形としての形式番号から63を省略しただけの番号を与えられて（後に700形に改番された）一気に20両導入されたのである。この形式は建設当時から高規格で入線に当たっての地上設備の手直しの必要性が少なかった電鉄姫路駅 - 電鉄飾磨駅 - 電鉄網干駅方面より順に導入されたが、神戸寄り区間についても施設改良と架線電圧昇圧などの措置が順次行われたことでほどなく直通が可能となった。この結果、全線の施設建築限界と架線電圧の統一、それに全車両の集電装置のパンタグラフ化が果たされた。
もっとも、端子電圧750V時の一時間定格出力が140kWにもなる強力主電動機（MT40）を4基搭載ということで当時山陽電鉄が保有していた脆弱な変電所ではその負荷激増に耐えられず、800形は直通運転開始後も変電所増強完了までは直列つなぎ限定で使用されていた。

## 戦後の新規開発車両
1949年に導入された800形（820番台）は、日本で戦後初めて新造された転換クロスシート電車で、「旅はこれでこそ楽しい」のキャッチフレーズがつけられた。さらにその増備車 (830 - 831) では、川崎車輛（現・川崎重工業車両カンパニー）の岡村技師（当時）が開発したユニークな軸梁式台車（岡村 - 川崎の頭文字を採ってOK形台車と命名された。なお、830 - 831が装着したのはOK-3で、既に完成の域に到達しており、廃車までそのまま継続使用された）を試用したが、このタイプの台車は1950年代後半以降の高性能電車2000系で本格採用され、3000系アルミ車まで30両以上に装着された。
その後も、旧型車の更新車である250形で内装や屋根布などにビニル樹脂材料を全面的導入、増備途上の2000系 (2012 - 2505 - 2013) での本格的なアルミ合金製車体の日本初採用（1962年）、250形281への富士電機製電機子チョッパ制御器の搭載、また3050系後期グループ（3066以降）では大型アルミ型材の自動溶接による低コストなアルミ車建造手法の確立、と失敗に終わったものも含め、企業規模からは想像もつかないほどの多彩な技術がここを揺籃としている。
山陽電鉄と近傍の神戸市内には車両メーカー大手の川崎車輛があり、その立地条件も手伝って同社との協力による試作品のデータフィードバックや不具合対策に好適という背景があった。その結果、山陽電鉄は新しい車体構造や台車の開発などで目立たないながらも、日本の鉄道車両史に少なくない役割を果たしてきたのである。
特に台車については川崎重工が軸箱支持構造などについて新規設計の台車を試作する場合、まず山陽電鉄の本線東垂水駅前後に存在する厳しい線形のS字曲線区間で試験を行うのがOK形台車以来慣例となっており、その後も西日本旅客鉄道（JR西日本）が新造車（その中には500系新幹線電車が含まれる）に大量採用したことで一気に普及した軸梁式ボルスタレス台車シリーズが、山陽の5000系 (5012F) に試験装着されたKW-73・74で初採用された。
もっとも、最初の高性能車である2000系はそうしたメーカーとの共同作業による試行錯誤を重ねた結果、合計8編成製造されたうち、同型で揃えられたのは3編成のみで、残りはどれ一つとして完全に同一仕様の編成が存在しないという状態であった。これらの保守に苦労した経験は、同社に車両の仕様統一という面で大きな教訓を残した。1968年の神戸高速鉄道開業までに保安性の向上と輸送力の増大を目論んで3000系19m級3扉ロングシート車を大量投入し、以後の増備車両にまで繋がる基本的なフォーマットを確立している。